# رينيه سبرينغر
رينيه سبرينغر هو سياسي ألماني، ولد في 15 يوليو 1979 في برلين في ألمانيا. نشط حزبياً في البديل من أجل ألمانيا. في الانتخابات الفيدرالية الألمانية 2017، انتخب عضو في البوندستاغ الألماني عن دائرة Potsdam – Potsdam-Mittelmark II – Teltow-Fläming II ‏ وقد انضم خلال البوندستاغ الألماني التاسع عشر (24 أكتوبر 2017 – ) للكتلة البرلمانية جماعة حزب البديل من أجل ألمانيا في البوندستاغ ‏.